# Tsuanas
Os tsuanas, ou tswanas (em tsuana: Batswana, singular Motswana), são um povo que habita o Botsuana e a África do Sul. A língua tsuana (em tsuana: Setswana) pertence ao grupo banto das línguas nigero-congolesas. Os tsuanas são o grupo maioritário do Botsuana. Contudo, o termo tsuana é por vezes utilizado para indicar os naturais deste país de forma simples. Desta maneira poderá incluir os coissãs, europeus e outros.
No século XIX, uma pronúncia comum de batswana era bechuana. Os europeus passaram então a designar a área onde habitavam por Bechuanalândia. Em tsuana, contudo, Botsuana é o nome correto para o país dos tsuanas.

## Pessoas tsuanas
- Mmusi Maimane, político sul-africano.